# Альберт Сент-Дьйорді
Альберт Сент-Дьйорді (Сент-Дьорді) (угор. Szent-Györgyi Albert, 16 вересня 1893, Будапешт — 22 жовтня 1986, Вудс-Гол) — американський біохімік угорського походження, удостоєний в 1937 р. Нобелівської премії з фізіології або медицини за цикл робіт, присвячених біологічному окисненню.

## Життєпис
Альберт Сент-Дьйорді народився 16 вересня 1893 р. в Будапешті. Закінчив Будапештський університет, у 1917  р. отримав ступінь доктора медицини. Повернувшись з армії після Першої світової війни, поїхав у Нідерланди. У 1922-1926 рр.. працював в Лейденському університеті, потім (у 1927, 1929 рр..) — в Кембриджському університеті, де в 1927 р. отримав докторський ступінь у галузі хімії. У 1927-1930 рр.. працював у клініці Мейо (США). У 1930 р. повернувся до Угорщини. У 1931-1945 рр.. був професором Сегедського університету, в 1945-1947 рр.. — Будапештського університету. У 1947 р. емігрував до США. Працював у Морській біологічній лабораторії у Вудс-Голі (штат Массачусетс) і в Інституті з вивчення м'язів. У 1975 р. став науковим керівником Національного фонду досліджень раку.

## Науковий внесок
Основні роботи Сент-Дьйорді присвячені хімії вітамінів, вивчення процесів окиснення в клітині, механізмів м'язового скорочення. У 1927-1929 рр. він виявив у рослинних тканинах гексуронову кислоту і довів її ідентичність вітаміну С. У 1936 р. відкрив вітамін Р. Вивчаючи споживання кисню при м'язовому скороченні, встановив каталітичну роль у цьому процесі дикарбонових кислот. У ході робіт, виконаних в 1939-1946 роках, відкрив актоміозиновий комплекс, що відіграє ключову роль в цьому процесі. Показав, що він складається з двох компонентів — білків актину та міозину. Продемонстрував роль аденозинтрифосфорної кислоти (АТФ) як джерела енергії під час роботи м'язів. Дослідження Сент-Дьйорді з вивчення розщеплення вуглеводів з утворенням діоксиду вуглецю, води та інших речовин і вивільненням енергії створили передумови для відкриття Кребсом циклу трикарбонових кислот.

## Наукові праці
Сент-Дьйорді є автором численних наукових праць — «Хімія м'язового скорочення» (Chemistry of Muscular Contraction; 1947), «Біоенергетика» (Bioenergetics, 1957); «Вступ до субмолекулярної біології» (Submolecular Biology, 1960). У 1970 він написав книгу «Божевільна мавпа» (The Crazy Ape), в якій висловив стурбованість долею людства в епоху науково-технічного прогресу.
Помер Сент-Дьйорді в Вудс-Голі 22 жовтня 1986 року.